# Première pensée Rose+Croix
Première pensée Rose+Croix est une œuvre pour piano d'Erik Satie composée en 1891.

## Présentation
En 1891, Satie fait la connaissance de Joséphin Peladan, grand maître de la « Rose-Croix du Temple et du Graal », et devient maître de chapelle attitré de l'ordre,.
C'est à cette époque qu'il compose une courte pièce pour piano, datée « 20 janvier 1891 », que Robert Caby intitule « Première pensée Rose+Croix » lors de la première publication de la partition, en 1968, chez Salabert,.
La partition, une des « premières œuvres mystiques connues de Satie », ne porte ni barre de mesure, ni armure, ni indication de mesure,.

## Analyse et commentaires
Pour Guy Sacre, Première pensée Rose+Croix est une .
Vincent Lajoinie y relève « déjà les traits majeurs des œuvres à venir ; emploi des modes grégoriens, harmonie axée sur quelques accords, pureté de la ligne mélodique, tout cela se rencontre déjà de façon affirmée dans cette courte mais décisive pièce pour piano ». Le musicien note également que la partition s'articule sur une forme en trois volets et qu'harmoniquement, « l'intervalle de triton (trois tons) y joue également, dès les premiers accords, un rôle décisif, comparable à celui de la quinte dans l'harmonie traditionnelle ».
Pour Jean-Pierre Armengaud, « la mélodie modale et lisse, toute diatonique, sur les touches blanches, file sa joie naïve, de noires en triolets, tandis que l'accompagnement est une succession scandée de tonalités brusquement changeantes, qui introduit un élément d'inquiétude, voire d'instabilité ; ce qui se traduit sur un plan technique par une séparation entre la mélodie et l'harmonie, une prédominance d'intervalles de quartes augmentées (tritons), l'utilisation d'un mode principal proche du chant grégorien, l'emploi d'un système de transpositions abruptes ». Le pianiste et musicologue relève « huit phrases de huit temps chacune, excepté les deux dernières qui n'en comportent que six, égrenées sur un rythme de marche répétitive et douce, qui contribue à sculpter dans le temps cette étrange musique minutieuse, comme un tapis roulant du destin sans cesse reculé ».
Première pensée Rose+Croix est d'une durée moyenne d'exécution d'une minute quinze environ.

## Discographie sélective
- Tout Satie ! Erik Satie Complete Edition[10], CD 6, Aldo Ciccolini (piano), Erato 0825646047963, 2015 ;
- Satie: Complete Piano Music, Jeroen van Veen (piano), Brilliant Classics 95350, 2016.

### Ouvrages généraux
- Alfred Cortot, La musique française de piano, Paris, Presses universitaires de France, coll. « Quadrige », 1981, 762 p. (ISBN 2-13-037278-3), « Le cas Erik Satie », p. 695-737.
- Adélaïde de Place, « Erik Satie », dans François-René Tranchefort (dir.), Guide de la musique de piano et de clavecin, Paris, Fayard, coll. « Les Indispensables de la musique », 1987, 867 p. (ISBN 978-2-213-01639-9), p. 628-634.
- Guy Sacre, La musique de piano : dictionnaire des compositeurs et des œuvres, vol. II (J-Z), Paris, Robert Laffont, coll. « Bouquins », 1998, 2998 p. (ISBN 2-221-08566-3). .

### Monographies
- Jean-Pierre Armengaud, Erik Satie, Paris, Fayard, 2009, 782 p. (ISBN 978-2-213-602523). .
- Vincent Lajoinie, Erik Satie, Lausanne, Éditions L'Âge d'Homme, 1985 (ISBN 978-2-8251-3228-9). .
- (en) Robert Orledge, Satie the composer, New York, Cambridge University Press, coll. « Music in the 20th Century », 1990, 394 p. (ISBN 978-0-521-35037-2).
- Anne Rey, Satie, Paris, Éditions du Seuil, coll. « Solfèges », 1974, rééd. 1995, 192 p. (ISBN 978-2-02-023487-0 et 2-02-023487-4).